# パールロード

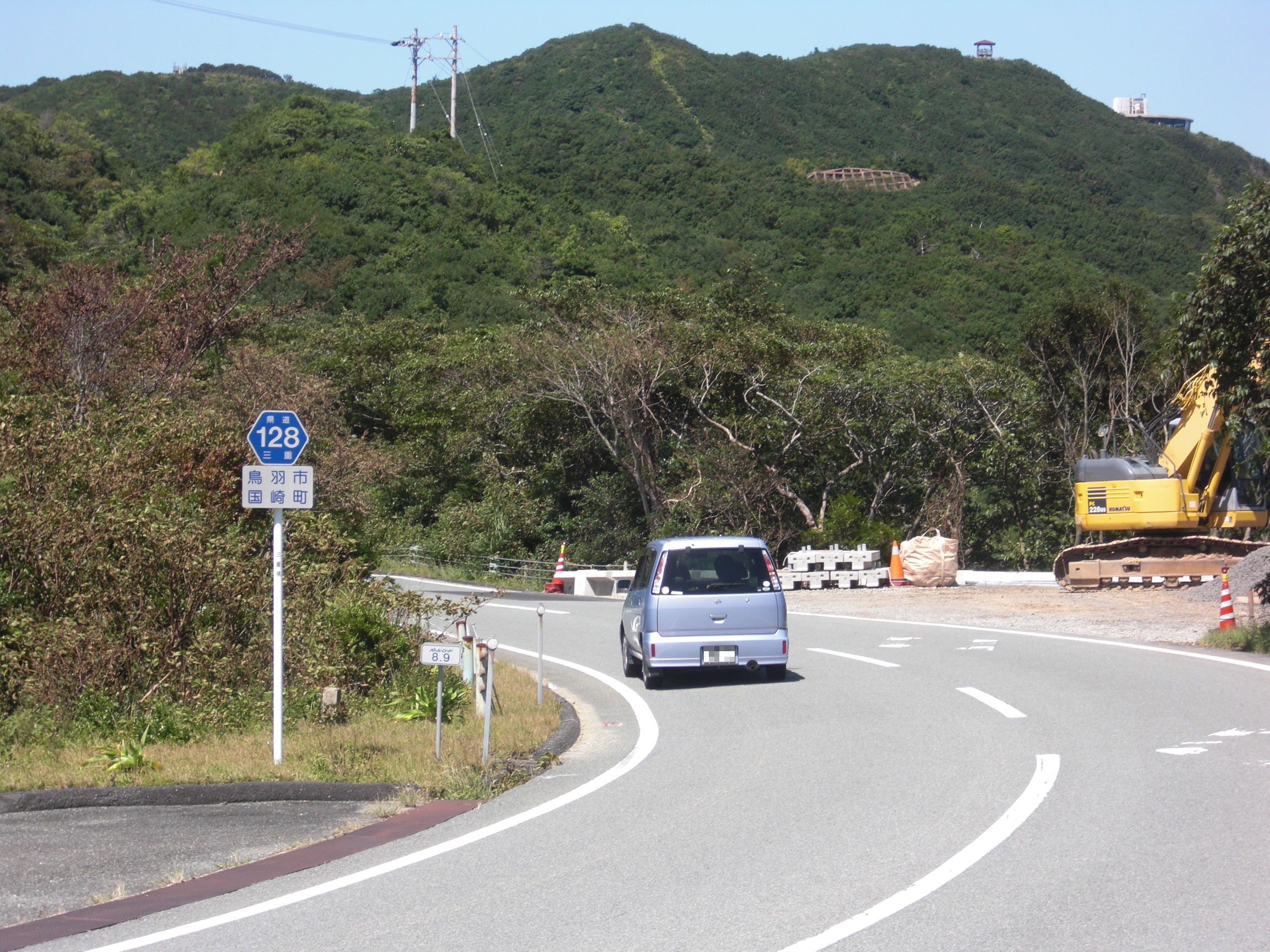
沿線風景（鳥羽市国崎町）

パールロードは、三重県鳥羽市から同県志摩市までを結ぶ三重県志摩建設事務所管理の道路（一般県道）である。2006年（平成18年）まで有料道路であったが、現在は無料化されている。正式名称は三重県道128号鳥羽阿児線（みえけんどう128ごう とばあごせん）。

## 概要
志摩半島東部のリアス式海岸を南北に抜けて、鳥羽・麻生の浦と志摩を結ぶ延長約23キロメートル (km) あまりの三重県の一般県道の路線で、「パールロード」の愛称が与えられている。主な通過地は、起点のある鳥羽市浦村町から、同市石鏡町・国崎町・相差町、志摩市磯部町的矢・磯部町坂崎、終点の同市阿児町鵜方である。有料道路時代の名残で、志摩市磯部町的矢の三重県道16号南勢磯部線交点（的矢湾大橋北交差点）を境に、鳥羽側の区間を「パールロードシーサイドライン」、志摩側の区間を「パールロード奥志摩ライン」と称する。
自然保護と沿線開発を目的に整備された道路であり、また志摩スペイン村へのアクセス道路でもある。ただし実際にはこの道路を経由するより伊勢道路（伊勢市方面）や国道167号（鳥羽市方面）を経由したほうが短距離である。
かつては一期区間（通称：シーサイドライン、鳥羽市浦村町 - 志摩市磯部町的矢、18.3 km）と二期区間（通称：奥志摩ライン、志摩市磯部町的矢 - 同市阿児町鵜方、5.5 km）とで構成された三重県道路公社の管理する有料道路であったが、30年の償還完了により前者は2003年（平成15年）4月1日、後者は2006年（平成18年）7月1日に無料開放された。当時の通行料金はそれぞれ830円（一期区間）と520円（二期区間）であった。

### 路線データ
- 起点：三重県鳥羽市浦村町隣接民有地148の1番地先[6]
- 終点：三重県志摩市阿児町鵜方字金谷2967番地の1[6]（パールロード入口交差点）

## 沿革
1960年代より鳥羽市長の中村幸吉が建設構想を持っていた。
- 1970年（昭和45年）
  - 6月1日 ： パールロード建設事務所が業務開始[8]。
  - 10月30日 - 三重県道754号三ヶ所今浦鳥羽線が路線認定を受ける[9]。
- 1971年（昭和46年）1月26日 ： 建設工事に着工[10]。
- 1973年（昭和48年）
  - 4月1日 ： 第一期区間（鳥羽市安楽島 - 磯部町的矢）供用開始。
  - 4月11日 ： 三重交通が一般バスの運行を開始[10]。
  - 5月4日 ： 三重県道128号鳥羽阿児線が路線認定を受ける[1]。同時に三重県道754号三ヶ所今浦鳥羽線が廃止となる[11]。
- 1976年（昭和51年）7月1日 ： 第二期区間（磯部町的矢 - 阿児町鵜方）供用開始。
- 2002年（平成14年）9月 ： 料金所職員による通行料の着服が発覚。
- 2003年（平成15年）4月1日 ： 第一期区間無料開放。
- 2006年（平成18年）7月1日 ： 第二期区間（的矢湾大橋）無料開放。

## 主な橋梁

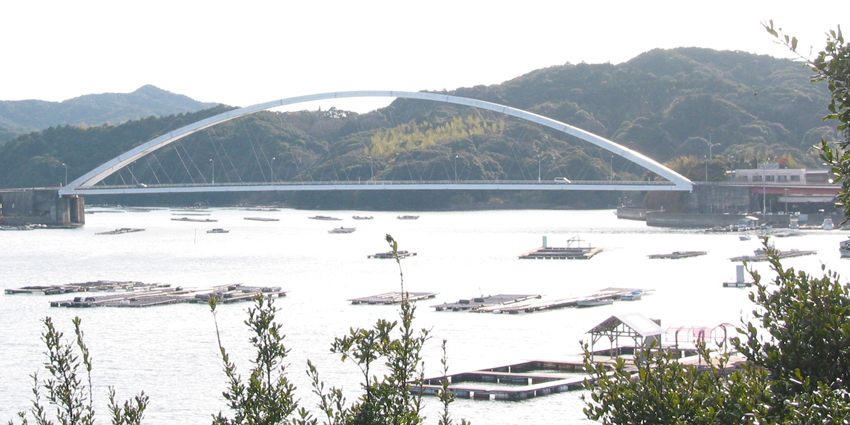
麻生の浦大橋

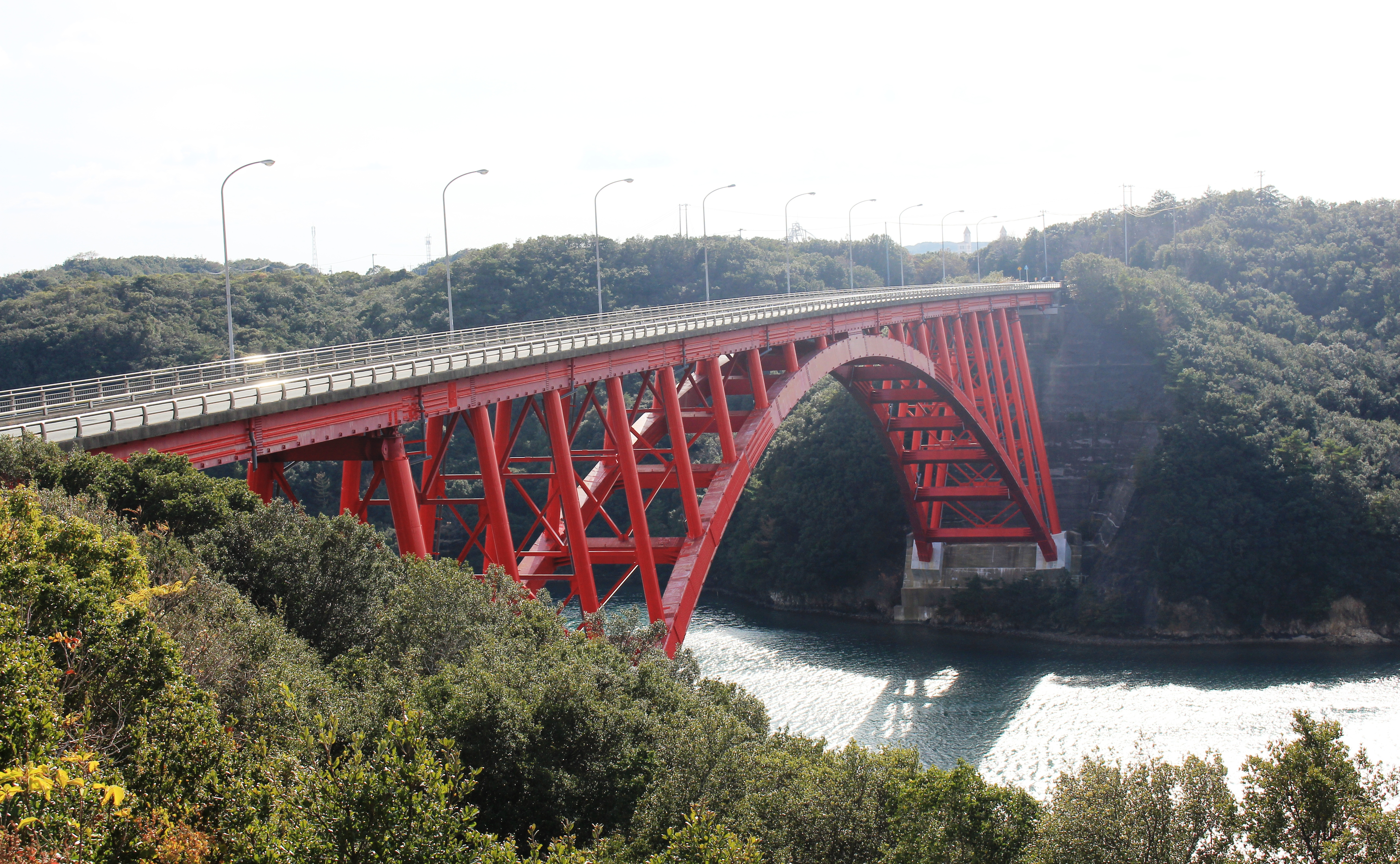
的矢湾大橋

麻生の浦大橋（鳥羽市浦村町今浦 - 本浦）
バスケットハンドル型ニールセンローゼ橋。橋長196.6メートル (m)  支間長195 m。1972年（昭和47年）7月28日架橋。同年建設中の仮名生の浦大橋で土木学会田中賞を受賞。生浦湾に架かる橋であるが、古来和歌に麻生の浦と詠まれていたことから麻の字が頭に付けられた。当初は白く塗装され、沿線の宿泊施設のアクセスに「パールロードの白い橋を渡ってから…」などと案内されていた。現在は銀色に塗装されている。
的矢湾大橋（志摩市磯部町的矢 - 磯部町三ヶ所）
橋長237 mの的矢湾と伊雑ノ浦との境界に架かる鋼上路ローゼ橋。塗装色は赤で、周囲の木々の緑や的矢湾の青い色に映える。こちらも「パールロードの赤い橋」と呼ばれることが多い。鳥羽側の駐車場から良く見える。

## 交通量
平日24時間交通量（台）（上下合計）
| 区間             | 平成17年度 （2005年度） | 平成22年度（2010年度） | 平成22年度（2010年度） | 備考 |
| ---------------- | ----------------------- | ---------------------- | ---------------------- | ---- |
| 区間             | 平成17年度 （2005年度） | 台数                   | 混雑度                 | 備考 |
| 志摩市磯部町坂崎 | 2,526                   | 4,872                  | 0.62                   |      |

## 地理
伊勢志摩国立公園内にあり、鳥羽から志摩へ真珠の養殖で知られる志摩半島の入り組むリアス式海岸や丘陵地の稜線に沿って道路が延び、海側に展望が開けている。海岸沿いでありながらアップダウンが少なくなく、標高の高い所では大きく視界が広がる。また、ヘアピンカーブのような急カーブもなく、冬でも温暖な地域であるところから、ツーリングを楽しむライダーも多い。
高台を中心に、太平洋を臨む雄大な景色を眺められる展望スポットも多数あり、特に沿線の鳥羽展望台は、360度のパノラマで、太平洋や伊勢湾から志摩にかけての眺めが美しいところで知られる。また、生浦湾を渡る麻生の浦大橋や、志摩側に位置する的矢湾大橋からは、真珠の養殖いかだが浮かぶ美しい入り江の風景を眼下に見ることができる。浦村および的矢は牡蠣の養殖でも知られ、特に浦村あたりでは冬場から春先にかけて沿線に牡蠣小屋や直売所がオープンする。

### 通過する自治体
シーサイドライン
- 鳥羽市
- 志摩市

奥志摩ライン
- 志摩市

### 交差する道路
- 三重県道750号阿児磯部鳥羽線 ： 起点
- 三重県道47号鳥羽磯部線 ： 鳥羽市相差町、志摩市磯部町的矢
- 三重県道16号南勢磯部線 ： 志摩市磯部町的矢
- 国道167号（磯部鵜方バイパス）・三重県道514号安乗港線 ： 志摩市阿児町鵜方
- 国道260号 ： 終点

### 沿線
| - 志摩芸術村（鳥羽市浦村町） - タラサ志摩（鳥羽市浦村町） - 鳥羽展望台（鳥羽市浦村町 - 国崎町） | - 伊勢志摩カントリークラブ（志摩市磯部町的矢） - グランドメルキュール伊勢志摩リゾート＆スパ（志摩市磯部町的矢） - 志摩スペイン村パルケエスパーニャ（志摩市磯部町坂崎） - 志摩市立ひのでが丘保育所（志摩市磯部町坂崎） |